# Erlangen Rebels
Die Erlangen Rebels sind eine American-Football-Mannschaft für Frauen aus Erlangen und gehört dem Turnerbund 1888 Erlangen e.V. an. Zurzeit spielt die Mannschaft in der German Football League Women (GFLW).

## Geschichte
Die Erlangen Rebels entstanden 2019 als Nachfolger der Damenmannschaft der Erlangen Sharks. Nach Streitigkeiten zwischen Head Coach Johanna Frankenberg und der Abteilungsleitung für American Football beim SpVgg Erlangen verließ Frankenberg den Verein. In der Folge entschied sich ebenfalls ein Großteil der Spielerinnen für denselben Schritt. Als neuer Verein für die Mannschaft wurde der TB Erlangen gefunden, welcher vorher noch keine Abteilung für American Football hatte. Außerdem wurde sich für den Namen Erlangen Rebels entschieden.
In ihrer ersten Saison 2020 sollten die Rebels an der 1. Bundesliga teilnehmen, die allerdings aufgrund der COVID-19-Pandemie keinen Spielbetrieb aufnahm. Auch die darauffolgende Saison 2021 fiel aus eben diesem Grund aus.
2022 konnten die Rebels ihre Debütsaison in der DBL feiern und waren zusammen mit den Stuttgart Scorpions Sisters und den Munich Cowboys Ladies in der Gruppe Süd. Am Ende der Saison standen sie sieglos auf dem letzten Gruppenplatz. In ihren vier Spielen erzielten sie insgesamt lediglich acht Punkte.
Zur Saison 2023 stiegen die Saarland LadyCanes in die Gruppe Süd als vierte Mannschaft auf. Am ersten Spieltag der DBL gewannen die Rebels mit 56:51 gegen die Munich Cowboys Ladies und damit ihr erstes Spiel der Vereinsgeschichte.

## Ewige Bilanz
| Jahr   | Liga   | Pl.    | Gesamt | Gesamt | Gesamt | Heim | Heim | Heim | Auswärts | Auswärts | Auswärts | Punkte  | Diff. | Play-offs                                  |
| Jahr   | Liga   | Pl.    | S      | U      | N      | S    | U    | N    | S        | U        | N        | Punkte  | Diff. | Play-offs                                  |
| ------ | ------ | ------ | ------ | ------ | ------ | ---- | ---- | ---- | -------- | -------- | -------- | ------- | ----- | ------------------------------------------ |
| 2022   | DBL    | 3.     | 0      | 0      | 4      | 0    | 0    | 2    | 0        | 0        | 2        | 008:133 | −125  | –                                          |
| 2023   | DBL    | 2.     | 3      | 0      | 3      | 2    | 0    | 1    | 1        | 0        | 2        | 161:158 | 10+3  | HF Niederlage: vs. Hamburg Amazons (13:82) |
| 2024   | DBL    | 5.     | 2      | 0      | 4      | 2    | 0    | 1    | 0        | 0        | 3        | 087:151 | 1−64  | –                                          |
| Gesamt | Gesamt | Gesamt | 5      | 0      | 11     | 4    | 0    | 4    | 1        | 0        | 7        | 256:422 | −186  | Halbfinale: 0-1                            |